# Martin Koloc
Martin Koloc, né le 29 juillet 1967 à Roudnice nad Labem (Région d'Ústí nad Labem, tout comme son compatriote David Vršecký), est un pilote automobile tchèque sur circuits à bord de camions.

## Biographie
Prenant la succession de Frankie Vojtíšek, tchèque vice-champion d'Europe camion de Catégorie A sur LIAZ 150.571 en 1989 et 1990, et troisième de la Catégorie C en 1993, il remporte deux titres consécutifs de Champion d'Europe de courses de camions Catégorie Race-Trucks, en 1995 et 1996 sur un Sisu SR 340, après avoir été vice-champion d'Europe de la catégorie en 1994, l'être redevenu en 1997 sur un PRAGA (Sisu), puis avoir terminé encore troisième du championnat continental en 1998 avec Sisu, obtenant ainsi cinq classements dans les trois premiers sur cinq années (toujours en Race-Trucks).